# コルド・スアソ

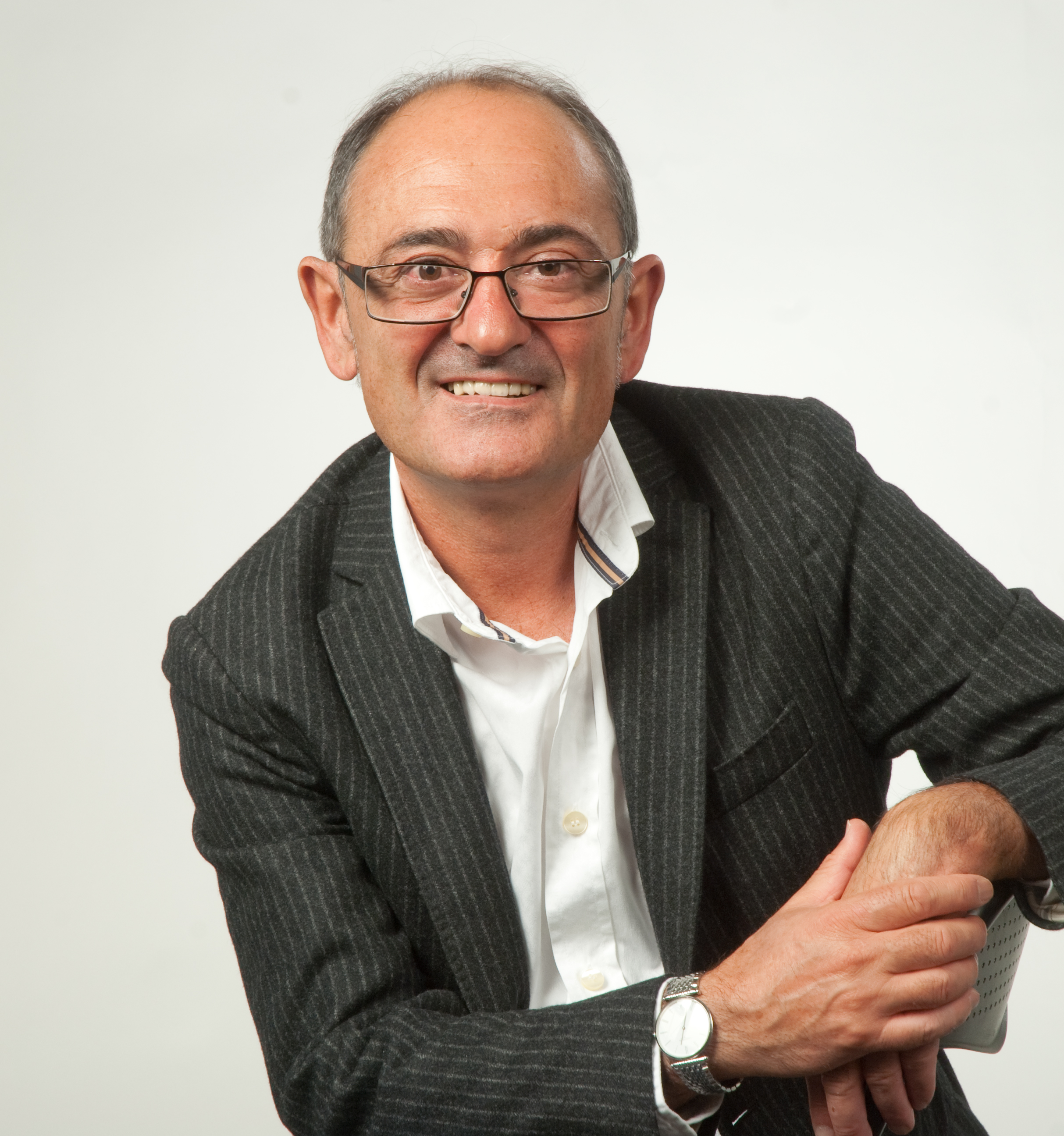
コルド・スアソ、2011年撮影。

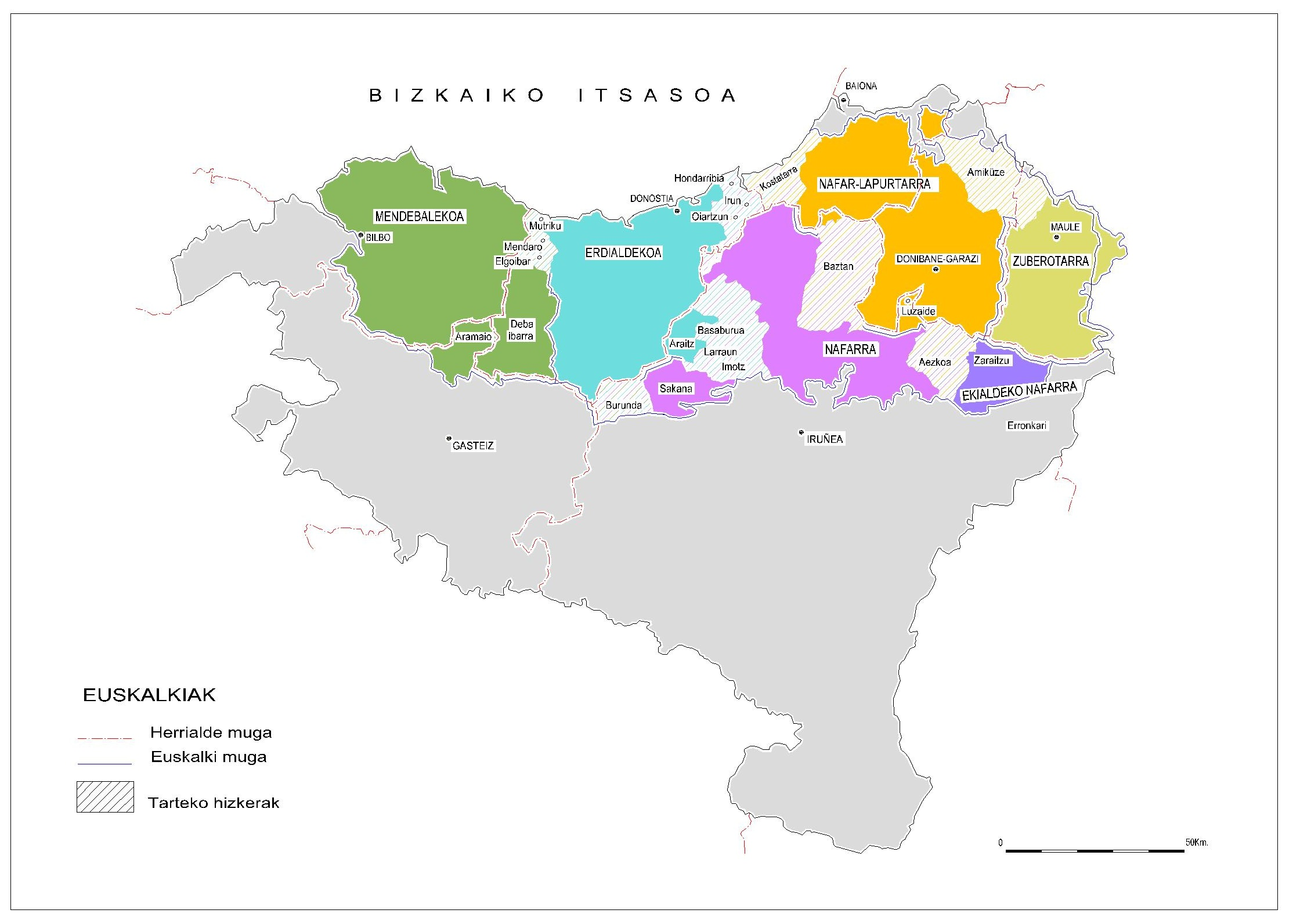
コルド・スアソの1998年の論文に基づくバスク語の方言地図。

コルド・カルロス・スアソ・スライエタ（Koldo Karlos Zuazo Zelaieta、1956年 - ）は、スペインのバスク州ギプスコア県エイバル出身のバスク人言語学者、バスク大学教授で、バスク語の方言学や社会言語学の専門家である。

## バスク語の諸方言
スアソは、1998年以来、バスク語の諸方言について新たな分類基準、分布地図を生み出し、1863年のルイ＝リュシアン・ボナパルトによる研究以来、ほとんど変化が生じていなかったこの分野に、革命をもたらした。
スアソによれば、バスク語の諸方言は、他の言語上の変革も含め、以下の各都市に由来する形で存在しているとされる。
1. イルーニャ
2. ガステイス
3. ビスカヤ県中部 (Durango-Zornotza-Gernika-Bermeo)
4. ギプスコア県ベテリ (Beterri) 地区（ドノスティア-エルナニ-アンドアイン-トロサ）
5. ラプルディ沿岸部
6. 東部方言の起源地ははっきりしておらず、スアソはベアルンかウエスカ起源ではないかと述べている。

スアソは、いずれの方言もラテン語から同じような影響を受けており、すべて古代ローマ以降に成立したものだと考えている。これは、先行したコルド・ミチェレナの考察に沿ったものである。
スアソは、西部方言について、ビスカヤ県、ナバラ州西部、デバ川流域やゴイェリにおける方言の類似性に基づいて、アラバ県に由来するものと考えている。

## おもな著書
いずれも著書もバスク語による。括弧書きは、表題の仮訳。

### 研究書
- Euskararen batasuna. Euskaltzaindia, 1988.（バスク語の標準化）
- Euskararen sendabelarrak. Alberdania, 2000.（バスク語の問題解決）
- Euskara batua: ezina ekinez egina. Elkar, 2005.（バスク語の標準化の挑戦）
- Deba ibarreko euskara. Dialektologia eta tokiko batua (Basque language in the Deba Valley. Dialects and local standards). Badihardugu, 2006.（デバ川流域のバスク語 方言と地域的標準）
- Euskalkiak. Euskararen dialektoak. Elkar, 2008.（バスク語 バスク語方言）
- Sakanako euskara. Burundako hizkera. Nafarroako Gobernua eta Euskaltzaindia, 2010.（ブルンダのバスク語）
- El euskera y sus dialectos. Alberdania, 2010.（バスク語とその方言）
- Arabako euskara. Elkar, 2012.（アラバのバスク語）
- Mailopeko euskara. UPV/EHU, 2013.（マイロペのバスク語）
- Euskalkiak. Elkar, 2014.（バスク語諸方言）
- （ウルチ・ゴルティア (Urtzi Goitia) との共著） Uribe Kosta, Txorierri eta Mungialdeko euskara UPV/EHU, 2016（ウリベ＝コスタ（スペイン語版）、チョイェリ（スペイン語版）、ムンギアのバスク語）

### 小説作品
- Neure buruaren alde. Alberdania, 2011.